# 大館宗氏
大館宗氏（日语：／ Ōdachi Muneuji，1288年—1333年7月1日）是日本鎌倉時代末期武將，新田氏支族大館氏出身，祖父是新田政義，父親是大館家氏，兒子分別有大館氏明、大館幸氏、大館宗兼、大館氏兼和大館時氏。

## 生涯
鎌倉時代末期，宗氏與岩松政經的代官堯海因田嶋鄉（現群馬縣太田市附近）的用水問題而發生衝突，大館氏和岩松氏繞過總領新田氏，直接向鎌倉幕府要求仲裁，最終宗氏敗訴。
元弘3年或正慶（1333年）5月，宗氏的義兄弟新田義貞舉兵攻打幕府，宗氏和其他新田一族亦相繼響應。在鎌倉之戰中，義貞兵分三路進攻，宗氏則負責從極樂寺切通進攻。5月18日，宗氏從稻村崎的海岸線攻入鎌倉市街。宗氏雖然一度擊敗北條氏軍勢，但是大佛貞直成功重整軍勢，宗氏最終死於貞直手下本間山城左衛門手上。按《梅松論》記載，同18日清晨，新田軍從稻村崎一度攻入鎌倉，與諏訪氏和長崎氏等幕府軍交戰，宗氏等人則在稻瀨川附近戰死，新田軍亦暫時退兵。
按《尊卑文脈》，宗氏死於5月18日，《太平記》則記載為5月19日，享年46歲。
宗氏死後，極樂寺戰線變得群龍無首，雖然宗氏之子大館氏明接替父親帶領軍隊，但是當義貞得知宗氏戰死的消息後，便將化粧坂戰線交託予其弟脇屋義助，自己則在21日前往極樂寺方面佈陣，並且擔任指揮。其後，義貞未有強行進攻防守嚴密的極樂寺切通，按照《梅松論》是沿宗氏的進攻路線，在21日晚上從稻村崎的海岸線攻進鎌倉市街
與宗氏一同戰死，總共11人，最初是葬於御靈神社附近，作為十一面觀音受供奉，後來改葬於現在神奈川縣鎌倉市稻村崎站附近的十一人塚。
大正4年（1915年），宗氏獲追贈從四位。